# Sasyk (Krym)
Sasyk, Sasyk-Sywasz (krym. Sasıq, Sasıq Sıvaş) – dawny liman, słone jezioro znajdujące się na Półwyspie Krymskim, w jego zachodniej części pomiędzy miastami Eupatoria i Saki.
Powierzchnia jeziora wynosi 75,3 km², głębokość do 1,5 m. Od morza jezioro oddzielone jest mierzeją szerokości od 900 do 1700 m.
Niekiedy mylone z największym słodkowodnym jeziorem Ukrainy o tej nazwie – Sasyk (ukr. Сасик lub Кундук), o powierzchni 215 km².